# Adão
Ne doit pas être confondu avec Joaquim Adão.
Carlos Manuel Pereira Pinto, plus communément appelé Adão, est un footballeur portugais né le 3 avril 1960 à Chaves. Il évoluait au poste de milieu de terrain.

## Biographie

### En club
Adão joue durant toute sa carrière au Portugal,.
Il dispute un total de 280 matchs en première division portugaise, inscrivant 10 buts. Il se classe troisième du championnat lors de la saison 1986-1987 avec le Vitória Guimarães, ce qui constitue sa meilleure performance.
Il remporte une Coupe du Portugal avec le CF Belenenses .
Au sein des compétitions continentales européennes, il dispute 18 matchs en Coupe de l'UEFA (un but), et deux en Coupe des coupes. Il atteint les quarts de finale de la Coupe de l'UEFA en 1987 avec le Vitória Guimarães, en étant battu par le club allemand du Borussia Mönchengladbach.

### En équipe nationale
Avec les moins de 20 ans, il participe à la Coupe du monde des moins de 20 ans en 1979. Lors de cette compétition organisée au Japon, il joue trois matchs. Le Portugal s'incline en quart de finale face à l'Uruguay, après prolongation.
Adão reçoit 11 sélections en équipe du Portugal entre 1986 et 1989, pour aucun but marqué ,.
Il joue son premier match en équipe nationale le 22 janvier 1986 en amical contre la Finlande (nul 1-1 à Leiria). 
Il dispute sept matchs lors des qualifications de l'Euro 1988.
Son dernier match a lieu le 25 janvier 1989 contre la Grèce (victoire 2-1 à Marousi).

## Palmarès
Avec le CF Belenenses :
- Vainqueur de la Coupe du Portugal en 1989
- Finaliste de la Coupe du Portugal en 1989

Avec le Vitória Guimarães :
- Finaliste de la Coupe du Portugal en 1988